# Juan Manuel Lemus
Juan Manuel Lemus (* 24. Juni 1934 in Mexiko-Stadt; † 27. Juni 2021), auch bekannt unter dem Spitznamen El Gato, war ein mexikanischer Fußballspieler auf der Position eines Verteidigers.

## Laufbahn
„Gato“ Lemus wurde im Nachwuchsbereich des Club América ausgebildet, bei dem er von 1952 bis 1964 unter Vertrag stand. In den Spielzeiten 1953/54 und 1954/55 gewann er mit den Americanistas den Pokalwettbewerb und darüber hinaus 1955 auch den Supercup.

## Erfolge
- Mexikanischer Pokalsieger: 1954, 1955
- Mexikanischer Supercup: 1955